# Jerry Blake
Jerry Blake (* 23. Januar 1908 in Gary (Indiana) als Jacinto Chabania; † 31. Dezember 1961) war ein US-amerikanischer Klarinettist und Altsaxophonist des Swingjazz.

## Biographie
Jerry Blake wuchs in Nashville auf und lernte zunächst Violine, bevor er zu den Holzblasinstrumenten wechselte. 1924 war er mit der Sells-Fioto Circus Band unterwegs, mit der er nach Chicago kam; dort spielte er 1925 in Al Wynns Band.
Danach arbeitete er mit Bobby Lee und Charlie Turner, tourte 1928/29 durch Europa in der Band von Sam Wooding. In den 1930er Jahren arbeitete er u. a. mit Chick Webb, Zack Whyte und Don Redman (1933–34), bevor er wieder nach Europa zug, um dort 1934/35 mit Willie Lewis zu spielen. Erneut in den Vereinigten Staaten, arbeitete er in den Bands von Claude Hopkins, Fletcher Henderson (1936–38) und Cab Calloway (1938–42), bei dem er auch als musikalischer Leiter der Band wirkte.
Anfang der 1940er Jahre spielte Blake bei Count Basie, Earl Hines, Lionel Hampton und erneut bei Redman; um 1943 hatte Blake jedoch einen Nervenzusammenbruch und war fortan nicht in der Lage, seinen Beruf auszuüben. Den Rest seines Lebens verbrachte er in psychiatrischen Anstalten.
Blake, der auch Altsaxophon spielte und als Arrangeur arbeitete, war bekannt für seinen Growl-Effekt. Zu seinen bekanntesten solistischen Beiträgen gehörten „Got the Jitters“ (Don Redman), „Fare Thee Well to Harlem“ (Benny Morton, 1934), „Rose Room“ (Fletcher Henderson, 1937) und „A Smooth One“ (Cab Calloway, 1941).

## Lexikalischer Eintrag
- John Jörgensen, Erik Wiedemann: Jazzlexikon. München, Mosaik, 1967